# Диттрих, Винценц
Винценц Диттрих (нем. Vinzenz Dittrich; 23 февраля 1893 — 25 января 1965) — австрийский футболист и футбольный тренер.

## Карьера
Винценц Диттрих начал карьеру в клубе «Блю Стар». Оттуда он перешёл в «Рапид», где быстро стал игроком основного состава. В первый же год в клубе футболист выиграли титул чемпиона Австрии. Защитник играл за клуб до 1925 года, с перерывом на сезон 1915/16, не разыгранный из-за боёв первой мировой войны. Он провёл в составе команды 161 матч и забил 19 голов. Диттрих выиграл с клубом 6 титулов чемпиона страны и два Кубка страны. В 1925 году футболист перешёл в местную «Герту». В первом же сезоне Диттрих вылетел с клубом во второй дивизион. Но на следующий год вернулся и выступал за команду до 1930 года. Один из последних голов в составе «Герты» Винценц забил в ворота своего бывшего клуба, «Рапида», 1 января 1929 года. За сборную Австрии Диттрих провёл 16 матчей и забил 1 гол.
Завершив карьеру футболиста, Винценц стал тренером. Он возглавил сборную Литвы и привёл её к первой победе в розыгрыше Кубка Балтики. Затем он вернулся на родину и стал тренером «Хакоах», но смог только не допустить вылета команды, ослабленной уходом ведущих игроков, во второй дивизион. В 1933 году Диттрих стал тренером марсельского «Олимпика», где уже год играл его бывший подопечный по «Хакоах», Йожеф Эйсенхоффер. В 1935 году он привёл клуб к победе в Кубке Франции. Затем он тренировал жатецкий «Зац», но не смог удержать его в высшем дивизионе, и швейцарский «Нордштерн». Потом вернулся во Францию, в «Мюлуз», но там проработал лишь сезон. Позже работал в клубах «Хамборн 07», «Хельфорт» и «Братислава», приведя последний к выигрышу чемпионата Словакии. После Второй мировой войны Диттрих тренировал клубы «Швехат» и «Винер-Нойштадт», а также сборные Сирии и Ливана.

## Достижения

### Как игрок
- Чемпион Австрии (6): 1912/13, 1916/17, 1918/19, 1919/20, 1920/21, 1922/23
- Обладатель Кубка Австрии: 1918/19, 1919/20

### Как тренер
- Обладатель Кубка Балтики: 1930
- Обладатель Кубка Франции: 1934/35
- Чемпион Словакии: 1941

## Статистика выступлений
| Сезон   | Клуб         | Лига         | Чемпионат | Чемпионат | Кубок | Кубок |
| Сезон   | Клуб         | Лига         | Игры      | Голы      | Игры  | Голы  |
| ------- | ------------ | ------------ | --------- | --------- | ----- | ----- |
| 1912/13 | Рапид (Вена) | Эрсте Классе | 5         | 0         |       |       |
| 1913/14 | Рапид (Вена) | Эрсте Классе | 13        | 6         |       |       |
| 1916/17 | Рапид (Вена) | Эрсте Классе | 16        | 2         |       |       |
| 1917/18 | Рапид (Вена) | Эрсте Классе | 16        | 4         |       |       |
| 1918/19 | Рапид (Вена) | Эрсте Классе | 16        | 4         | 3     | 0     |
| 1919/20 | Рапид (Вена) | Эрсте Классе | 20        | 2         | 4     | 0     |
| 1920/21 | Рапид (Вена) | Эрсте Классе | 21        | 0         | 2     | 0     |
| 1921/22 | Рапид (Вена) | Эрсте Классе | 13        | 0         | 0     | 0     |
| 1922/23 | Рапид (Вена) | Эрсте Классе | 8         | 0         | 0     | 0     |
| 1923/24 | Рапид (Вена) | Эрсте Классе | 11        | 1         | 1     | 0     |
| 1924/25 | Рапид (Вена) | I. Лига      | 12        | 0         | 0     | 0     |
| 1925/26 | Герта (Вена) | I. Лига      | ?         | ?         | ?     | ?     |
| 1926/27 | Герта (Вена) | II. Лига     | ?         | ?         | ?     | ?     |
| 1927/28 | Герта (Вена) | I. Лига      | ?         | ?         | ?     | ?     |
| 1928/29 | Герта (Вена) | I. Лига      | ?         | ?         | ?     | ?     |
| 1929/30 | Герта (Вена) | I. Лига      | ?         | ?         | ?     | ?     |